# Vólia
Vólia (en rus: Воля) és un poble (un possiólok) de l'óblast de Vorónej, a Rússia, segons el cens del 2010 tenia 58 habitants.